# Ponte San Pietro
Ponte San Pietro ist eine Gemeinde in der norditalienischen Provinz Bergamo in der Lombardei. Die Stadt liegt etwa 40 km nordöstlich von Mailand und etwa 8 km westlich von Bergamo.
Ponte San Pietro ist begrifflich die Brücke des Heiligen Petrus’. „Überquert“ wird hier der Fluss Brembo. Die hiesige Basilika aus dem Jahre 881 ist Petrus geweiht ("Basilica Sancti Petri sita ad pontem Brembi", lat.: Basilika des heiligen Petrus’ gelegen an der Brücke über den Brembo).
Eine Festung wurde hier im 13. Jahrhundert durch Manfredino De' Melioratis errichtet; diese wurde im 18. Jahrhundert geschleift.

## Söhne und Töchter der Stadt
- Michael Agazzi (* 1984), Fußballspieler (Torwart)
- Chiara Consonni (* 1999), Radsportlerin
- Simone Consonni (* 1994), Radsportler
- Andrea Di Corrado (* 1988), Radrennfahrer
- Barbara Guarischi (* 1990), Radsportlerin
- Giuseppe Mantecca (* 26. Juni 1942 in Ponte San Pietro), Maler, Zeichner tätig seit 1972 in der Schweiz, wohnt in Neuenhof AG[2][3]
- Legler, Modemacher
- Luca Messi (* 1975), Boxer
- Ernestino Michelazzo (* 1968), Zeichner
- Alvaro Piccardi (* 1941), Schauspieler und Regisseur
- Morris Possoni (* 1984), Radrennfahrer
- Giovanni Rossi (1894–1973), Maler
- Angelo Rottoli (* 1958), Boxer